# Euxoa strigilis
Euxoa strigilis är en fjärilsart som beskrevs av Augustus Radcliffe Grote 1876. Euxoa strigilis ingår i släktet Euxoa och familjen nattflyn. Inga underarter finns listade i Catalogue of Life.